# Pingueral
Pingueral es un balneario ubicado en la costa de la comuna de Tomé, Región del Biobío, en Chile, al norte del tradicional balneario de Dichato.

## Historia
El sector de Pingueral fue propiedad del conde francés Constantino Russian Mir,[cita requerida] pasando posteriormente a formar parte de la propiedad de los empresarios Gregorio Yánquez Mery y su hermano Gustavo Yánquez Mery en 1989, quienes comienzan a desarrollar un complejo inmobiliario turístico. Diez años después, Gregorio vende su parte, quedando Gustavo Yánquez como único propietario.[cita requerida]
Durante las décadas de 1980 y 1990 fue la localidad de la comuna de Tomé con mayor desarrollo urbano.[cita requerida] Entre los propietarios destaca el extenista número 1 de la ATP Marcelo Ríos y el embajador y ex intendente socialista Jaime Tohá.
Al año 2007 ya se habían construido más de quinientas viviendas y doscientos departamentos, donde vivían en forma permanente más de ochenta familias. La inversión en el complejo entonces estaba calculada en 50 millones de dólares, habiendo proyectos en desarrollo por otros veinte millones de dólares.

## Características
Pingueral posee una playa con fuerte oleaje y no apta para el baño, además de una pequeña laguna, formada por la desembocadura del río Pingueral por el norte. El balneario cuenta con equipamiento deportivo, recreativo y comercial. El fundo posee en total una superficie de 180 hectáreas.[cita requerida]
Las instalaciones cuentan con restaurantes, pubs y salones de eventos para jóvenes, adultos y la familia en general.

## Acceso a la playa
La comunidad del Gran Concepción y alrededores ha cuestionado la falta de acceso público a la playa de Pingueral, argumentando que se trata de un bien nacional de uso público, pero que desde la creación del balneario ha llevado un acceso controlado y restringido.
En el año 2006 la inmobiliaria obtuvo la concesión marítima necesaria para la construcción de una marina. En el año 2008 la ministra de Bienes Nacionales, Romy Schmidt Crnosija, dictó una resolución mediante la cual establecía que el acceso a Pingueral es camino público y que la municipalidad debía velar por el libre acceso. La inmobiliaria recurrió a la justicia para intentar anular la medida, hecho que en primera instancia no resultó.[cita requerida]
Sin embargo, el 13 de septiembre de 2011 la Ilustre Municipalidad de Tomé modificó la ordenanza municipal sobre bienes nacionales de uso público, por lo que se permitió controlar el acceso al balneario.